# Hôtel de préfecture de l'Aude

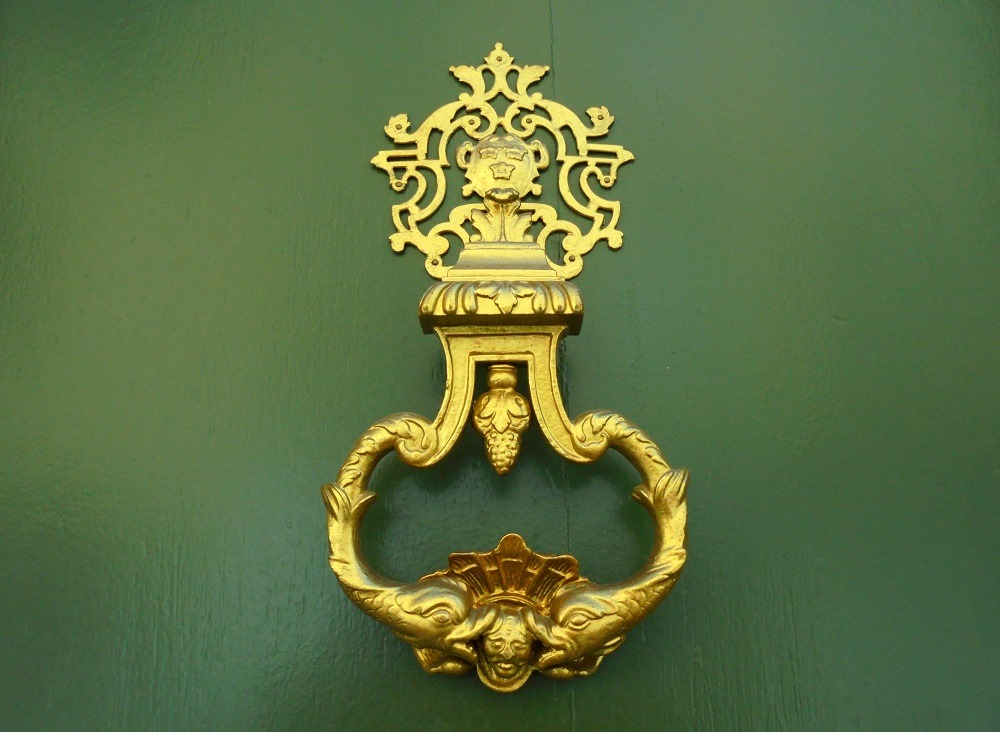
Heurtoir de porte de la préfecture de l'Aude aux armes de l'évêque Armand Bazin de Bezons.

L'hôtel de préfecture de l'Aude est un bâtiment situé à Carcassonne, en France. Il sert de préfecture au département de l'Aude.

## Localisation
Agrémenté d'un parc, il est situé dans la bastide Saint-Louis, la ville basse, rue Jean Bringer.

## Historique
L'édifice fut bâti de 1760 à 1764 sous la mandature de l'évêque Armand Bazin de Bezons pour abriter le siège épiscopal de Carcassonne précédemment installé dans la cité médiévale. Les services de la préfecture s'y installent sous le Consulat. Le Président de la République, Charles de Gaulle y passa la nuit lors d'une visite le 25 février 1960.